# Тюрлема
Тюрлема́ (рос. Тюрлема, чув. Тĕрлемес) — селище у складі Козловського району Чувашії, Росія. Адміністративний центр Тюрлеминського сільського поселення.
Населення — 1160 осіб (2010; 1241 у 2002).
Національний склад:
- чуваші — 82 %